# Pisidium compressum
Pisidium compressum är en musselart som beskrevs av Cecil Thomas Prime 1852. Pisidium compressum ingår i släktet Pisidium och familjen ärtmusslor. Inga underarter finns listade i Catalogue of Life.